# کونربرگ
کونربرگ (به آلمانی: Kaunerberg) یک منطقهٔ مسکونی در اتریش است که در ناحیه لاندک واقع شده‌است. کونربرگ ۲۳٫۴۵ کیلومتر مربع مساحت دارد ۱٬۲۹۷ متر بالاتر از سطح دریا واقع شده‌است.